# 王爱爱
王爱爱（1940年—），女，山西榆次人，中国晋剧表演艺术家，一级演员，被誉为晋剧皇后。全国劳动模范、全国三八红旗手、山西省文联副主席、山西省戏剧家协会副主席、晋剧院名誉院长，山西文学艺术界联合会分会三、四届理事，四、五届委员，第八、九届全国政协委员。

## 生平
王爱爱祖母为晋剧名旦筱桂花。七岁从艺，15、6岁就以传统晋剧《教子》、《明公断》、《回龙阁》、《樊梨花》等誉满三晋，被称为“金嗓子”。之后先后求师与程玉英和牛桂英，学习程派“咳咳腔”表演形式，吸收牛派稳健大方、委婉缠绵、以柔为主风格，借鉴郭兰英一些唱法，形成了自己独特的爱爱腔。

## 作品
王爱爱擅长青衣，主演过《打金枝》 《明公断》、《算粮》、《三上桃峰》、《走山》等剧目。
传统戏代表作品有《打金枝》、《梵王宫》、《算粮》、《金水桥》等；现代戏有《龙江颂》、《三上桃峰》等。

## 风格
王爱爱在晋剧声腔方面的独特风格逐步形成了晋剧青衣唱腔中一个新流派——“爱爱腔”，确立了“晋剧皇后”的不争地位。获得中国唱片总公司颁发的“金唱片”奖。